# Függvények relációalgebrája
Minthogy a matematika sztenderdnek tekinthető, halmazelméleti felépítésében a függvények speciális relációk, ezért a függvényekre is értelmezhetőek mindazon relációalgebrai tulajdonságok, melyek a relációk vizsgálata, osztályzása során fontossággal bírnak.
Alapvető kérdés, hogy a függvényekkel végzett relációoperációk milyen feltételek mellett őrzik meg a reláció egyértelműségét, azaz függvény voltát. Ezen felül általában problémának számít az, hogy ha egy függvény rendelkezik valamilyen, a relációkalkulus által vizsgálható tulajdonsággal, az hogyan őrződik meg (vagy épp veszik el) a függvénnyel végzett valamilyen relációoperáció során.

## Függvények relációalgebrai tulajdonságai

### Injektív függvény
Azt mondjuk, hogy az f :A {\displaystyle \rightarrow } B függvény injektív, ha különbözőkhöz különbözőket rendel, azaz
{\displaystyle (\forall x_{1},x_{2}\in A)(x_{1}\neq x_{2}\;\Rightarrow \;f(x_{1})\neq f(x_{2})} vagy másként:
{\displaystyle (\forall x_{1},x_{2}\in A)(f(x_{1})=f(x_{2})\Rightarrow x_{1}=x_{2})}
Ekkor még azt is mondjuk, hogy f injekció A-ból B-be, illetve néha, hogy f kölcsönösen egyértelmű vagy egy-egy értelmű.
Az injektív tulajdonság az alapja számos egyenlet szokásos megoldási módjának. Például:
{\displaystyle \mathrm {log} _{a}\,x_{1}=\mathrm {log} _{a}\,x_{2}}

{\displaystyle \Downarrow }

{\displaystyle x_{1}=x_{2}\,}
nem 1, pozitív a esetén vagy
{\displaystyle a^{x_{1}}=a^{x_{2}}\,}

{\displaystyle \Downarrow }

{\displaystyle x_{1}=x_{2}\,}
szintén nem 1, pozitív a esetén.
Az injektív függvények relációinverze szintén függvény (illetve függvényszerű).
Egy f :A {\displaystyle \rightarrow } B függvény pontosan akkor injektív, ha van balinverze.

### Szürjektív függvény
Azt mondjuk, hogy az f: A {\displaystyle \rightarrow } B függvény szürjekció A és B között, vagy ráképez B-re, ha B minden eleme előáll az A halmaz valamely elemének f általi képeként, azaz:
{\displaystyle (\forall y\in B)(\exists x\in A)(\,f(x)=y\,)}
Ha a függvény az (A, B, f) algebrai szemléletű definíció szerint van definiálva, akkor még azt is mondják, hogy szürjektív. Ez a megfogalmazás a halmazelméleti definíció esetén értelmetlen, mert ekkor nincs kijelölve az a halmaz, amelyre f ráképez.
Röviden mindez azt jelenti, hogy B = Ran(f). Szokás még használni az f:A{\displaystyle \rightarrow } B ráképez H-ra kijelentést is arra az esetre, ha H ⊆ Ran(f).
Egy f:A{\displaystyle \rightarrow } B függvénynek pontosan akkor van B{\displaystyle \rightarrow } A típusú jobbinverze, ha f ráképez B-re.

### Bijektív függvény
Az f:A{\displaystyle \rightarrow } B függvényről azt mondjuk, hogy bijekció A-ból B-be, ha injektív és ráképez B-re. Sokszor az ilyen függvényre mondják, hogy kölcsönösen egyértelmű vagy egy-egy értelmű annak ellenére, hogy az injektív függvényeket is így nevezik.
Ha a függvény az (A, B, f) algebrai szemléletű definíció szerint van definiálva, akkor az előbbi esetben még azt is mondják, hogy bijektív. Ez a megfogalmazás a halmazelméleti definíció esetén értelmetlen, mert ekkor nincs kijelölve az a halmaz, amelyre f ráképez.

## Függvényműveletek

### Függvényszorzás vagy függvénykompozíció
A függvények körében értelmezett művelet az függvénykompozíció, avagy az összetett vagy közvetett függvény képzése. Ha g : A {\displaystyle \rightarrow } B és f : C {\displaystyle \rightarrow } D két függvény, akkor ezeknek kompozíciója az a függvény, melynek értelmezési tartománya az A azon elemeiből áll, melyeket a g az f értelmezési tartományába képezi és melynek hozzárendelési utasítása:
{\displaystyle f\circ g:\;x\mapsto f(g(x))}
Itt g-t a kompozíció belső függvényének, az f-et a külső függvényének nevezzük.
Az g : A {\displaystyle \rightarrow } B és f : C {\displaystyle \rightarrow } D függvények f o g kompozíciójának értelmezési tartománya tehát:
{\displaystyle \mathrm {Dom} (f\circ g)=\{x\in A\mid g(x)\in C\}}
Néha a kompozíció definíciójában kikötik, hogy ez ne legyen üres, amit biztosíthatunk azzal a megkötéssel, hogy se A, se Ran(g) ∩ C ne legyen üres. Abban a speciális esetben, amikor g értékkészlete része C-nek, a kompozíció a teljes A halmazon értelmezve van, tehát f o g egy A {\displaystyle \rightarrow } D függvény. Ha ezen kívül B = C és g és f is szürjekció (értsd: g ráképez B-re, f ráképez D-re), akkor f o g is szürjekció.
A függvénykompozíció művelete asszociatív:
{\displaystyle (f\circ g)\circ h=f\circ (g\circ h)}

### Identitásfüggvény
Minden H halmaz esetén van egy kitüntetett jelentőségű függvény, mely H-n értelmezett és H-ra képez, az
{\displaystyle \mathrm {id} _{H}:H\rightarrow H;\;x\mapsto x}
függvény, melyet a H-n értelmezett identitásfüggvénynek nevezünk. Minden f : A {\displaystyle \rightarrow } B függvényre
{\displaystyle f\circ \mathrm {id} _{A}=f} és {\displaystyle \mathrm {id} _{B}\circ f=f}

### Inverz
Ha egy f: A {\displaystyle \rightarrow } B bijekció A és B között (különbözőkhöz különbözőket rendel és ráképez B-re), akkor létezik inverze, azaz egyetlen olyan f−1 függvény, melyre:
{\displaystyle f\circ f^{-1}=\mathrm {id} _{B}} és {\displaystyle f^{-1}\circ f=\mathrm {id} _{A}}
Itt idA az identitás leképezés, tehát az A {\displaystyle \rightarrow } A; x {\displaystyle \mapsto } x függvény.
Néhány tulajdonság:
{\displaystyle (f^{-1})^{-1}=f\;}
{\displaystyle (f\circ g)^{-1}=g^{-1}\circ f^{-1}}
feltéve, hogy a fenti egyenlőségek mindkét oldala értelmezett.